# عادل الخضر
عادل الخضر مخرج برامج تلفزيونية وأغاني مصورة كويتي.

## نبذه عن حياته
درس الإخراج والتصوير الفوتوغرافي، بدأ مشواره بداية التسعينيات في تلفزيون الكويت، كما أخرج العديد من الأغاني المصورة للكثير من الفنانين أمثال رباب ،أحلام الشامسي، راشد الماجد،
رابح صقر وأصالة نصري.